# Betto di Francesco Betti
Betto di Francesco Betti (Firenze, ... – ...; fl. XV secolo) è stato un orafo italiano del XV secolo.

## Biografia
Poche sono le informazioni biografiche riguardanti l'orafo e smaltatore fiorentino.
Nel 1456 Betti incominciò a lavorare, assieme ad altri artisti, per un Crocefisso d'argento (Croce del Tesoro di San Giovanni) collocato nell'altare di San Giovanni nel battistero di San Giovanni a Firenze (conservato nel Museo dell'Opera del duomo), su richiesta dei consoli dell'Arte dei mercanti.
Con deliberazione del 30 aprile 1457 la corporazione committente stabilisce che la parte superiore del Crocifisso (Croce del Tesoro di San Giovanni) sia eseguita da Betti, e l'inferiore, con la base, da Miliano di Domenico Dei e da Antonio di Iacopo del Pollaiolo.
Betti realizzò quindi lo splendido Crocefisso (Croce del Tesoro di San Giovanni) e le quattro figure in smalto traslucido presenti all'estremità dei suoi bracci (1457-1459), un esempio di oreficeria rinascimentale, mentre la figura del Cristo crocifisso e quelle di Maria e Giovanni, come le sfingi della base, sono state realizzate successivamente, probabilmente verso il XVIII secolo.
Lo stile del Betti nel trattare gli smalti, quale esempio dell'arte fiorentina del XV secolo, fu ispirata e influenzata dagli insegnamenti di Benvenuto Cellini nel suo trattato dell'oreficeria.

## Opere
- Crocefisso (Croce del Tesoro di San Giovanni, 1457-1459).